# Хронологија античког Рима
Антички Рим је назив за римску државу која је највећим делом своје историје обухватала велики део Средоземља и западне Европе.
Историја римске државе од 753. п. н. е. до 476. године (пад Западног римског царства) дели се на ова раздобља:

## Доба краљевства
- Римско краљевство (753. п. н. е. — 510. п. н. е.), када у граду Риму, по традицији, владају римски краљеви.
  - 753. п. н. е., 22. априла — Ромулово легендарно оснивање Рима
  - 753. п. н. е. — 715. п. н. е. — традиционални датуми владавине краља Ромула (први римски краљ)
  - 715. п. н. е. — 673. п. н. е. — легендарна владавина Нуме Помпилија;
  - 673. п. н. е. — 642. п. н. е. — легендарна владавина Тула Хостилија и изградња Курија Хостилија (зграда Сената)
  - 642. п. н. е. — 617. п. н. е. — традиционални датуми владавине Анка Марција
  - 617. п. н. е. — 578. п. н. е. — легендарна владавина Тарквинија I; изградња Циркус Максимус
  - 578. п. н. е. — 534. п. н. е. — вероватни датуми владавине Сервија Тулија; наводно одређене границе градског подручја Рима — Помериум
  - 534. п. н. е. — 510. п. н. е. — владавина посљедњег римског краља Тарквинија II Охолог; изградња храма Јупитера Оптимуса Максимуса

## Доба република
- Римска република (510. п. н. е.— 27. п. н. е.), када Рим под вођством сената и сенатске аристократије као град и држава успева завладати читавим Апенинским полуострвом, највећим делом Средоземља.
  - Доба ране Римске републике (510. п. н. е. — 351. п. н. е.)
    - 510. п. н. е. — први конзули су били, по традицији, Луције Јуније Брут и Луције Тарквиније Колатин
    - 496. п. н. е. — битка код Регилског језера против Латина
    - 494. п. н. е. — прва Сецесија плебејаца
    - 493. п. н. е. — Савез с федерацијом латинских градова
    - 450. п. н. е. — друга Сецесија плебејаца
    - 450. п. н. е. — Децемвири објављују Законе дванаест таблица.
    - 406. п. н. е. — 396. п. н. е. — рат с Вејима, етрурским градом.
    - 390. п. н. е. — битка код Алије против Гала
    - 367. п. н. е. — Закон Лицинија и Секстија
    - 365. п. н. е. — смрт римског војсковође Камила.

  - Успон и развитак Римске републике (351. п. н. е. — 130. п. н. е.)
    - 351. п. н. е. — изабран први цензор у у центуријатску скупштину из редова плебејаца
    - 343. п. н. е. — 341. п. н. е. — Први самнитски рат
    - 340. п. н. е. — 338. п. н. е. — Латински рат
    - 327. п. н. е. — 304. п. н. е. — Други самнитски рат
    - 300. п. н. е. — плебејци могу постати свештеници.
    - 298. п. н. е. — 290. п. н. е. — Трећи самнитски рат
      - 296. п. н. е. — Битка код Сентина.

    - 280. п. н. е. — 275. п. н. е. — Пиров рат —Пиров поход на Италију
      - 280. п. н. е. — Битка код Хераклеје
      - 279. п. н. е. — Битка код Аскула
      - 275. п. н. е. — Битка код Беневента.

    - 265. п. н. е. — Римљани практично успостављају власт над читавом Италијом (искључујући северни део, долину реке По).
    - 264. п. н. е. — 241. п. н. е. — Први пунски рат
      - 261. п. н. е. — битка код Агригента
      - 260. п. н. е. — битка код Мила
      - 256. п. н. е. — битка код Екнома
      - 256. п. н. е. — бродолом код Камерине
      - 255. п. н. е. — битка на реци Багради
      - 250. п. н. е. — опсада Лилибеја
      - 249. п. н. е. — битка код Дрепане
      - 242. п. н. е. — битка код Егатских острва
      - 241. п. н. е. — капитулација Картагине и мировни уговор

    - Сицилија постаје прва римска провинција 237. године, а неколико година касније друга провинција је формирана на острвима Сардинији и Корзици.
    - 241. п. н. е. — Сардинија и Корзика постају прве римске провинције
    - 229. п. н. е. — 228. п. н. е. — Први илирски рат
    - 225. п. н. е. — Битка код Теламона
    - 219. п. н. е. — Други илирски рат
    - 218. п. н. е. — 201. п. н. е. — Други пунски рат
      - 218. п. н. е. — битка код Тицина
      - 218. п. н. е. — битка код Требије
      - 217. п. н. е. — битка код Тразименског језера
      - 216. п. н. е. — битка код Кане
      - 207. п. н. е. — битка код Метаура
      - 202. п. н. е. — битка код Заме

    - 214. п. н. е. — 205. п. н. е. — Први римско-македонски рат
    - 200. п. н. е. — 197. п. н. е. — Други римско-македонски рат
      - 197. п. н. е. — битка код Киноскефала

    - 197. п. н. е. — устанак хиспанских племена, од којих је најзначајнији био Лузитански устанак под вођством Варијата
    - 197. п. н. е. — ширење Селеукидског краљевства у Малој Азији
    - 192. п. н. е. — 188. п. н. е. — Римско-сиријски рат
      - 190. п. н. е. — битка код Магнезије против селеукидског краља Антиоиха III.

    - 180. п. н. е. — доношење закона Lex Villia de annalis o потребној старости кандидата за одређену магистратуру, као и прописивање времена колико мора протећи између сваке магистратуре.
    - 171. п. н. е. — 168. п. н. е. — Трећи римско-македонски рат
      - 168. п. н. е. — битка код Пидне

    - 154. п. н. е. — 133. п. н. е. — борбе против Лузитанаца у Шпанији
    - 149. п. н. е. — 146. п. н. е. — Трећи пунски рат
      - 148. п. н. е. — битка код Леукопетре против Ахајског савеза

    - 146. п. н. е. — Сципион Емилијан је разорио градове Картагину и Коринт и основао провинцију Африку
    - 133. п. н. е. — убиство народног трибуна Тиберија Граха после покушаја увођења аграрне реформе и
    - 133. п. н. е. — Пергамски краљ Атал III добровољно предаје пергамску краљевину у руке Римљана
    - 129. п. н. е. — оснивање провинције Азије на већем делу територије некадашње Пергамске краљевине;

  - Доба кризе Римске републике (133. п. н. е. — 27. п. н. е.)
    - између 125. п. н. е. и 117. п. н. е. формирање провинције Нарбонске Галије
    - 123. п. н. е. — Избор Гаја Граха за народног трибуна
    - 121. п. н. е. — Противници Гаја Граха у Сенату на основу Senatus consultum ultimum се обрачунавају са њим. Гај Грах гине.
    - 111. п. н. е. — 105. п. н. е. — Југуртин рат у Нумидији
    - 105. п. н. е. — борба Римљана против Келта и германских племена Кимбра и Тевтнонаца, те битка код Араузија
    - 103. п. н. е. — избор Луција Апулеја Сатурнина за народног трибуна, избор Гаја Сервилија Глауције за претора и Гаја Марија за конзула.
    - 102. п. н. е. — битка код Аква Секстија против Тевтонаца.
    - 101. п. н. е. — битка код Верцела против Кимбра; велике победе Римљана под вођством Гаја Марија.
    - 91. п. н. е. — избор Марка Ливија Друза за народног трибуна и покушај реорганизовања сената и судства
    - 91. п. н. е. — убиство народног трибуна Марка Ливија Друза
    - 90. п. н. е. — 88. п. н. е. — рат италских савеза против Рима
      - 89. п. н. е. — битка код Аскулума
      - 88. п. н. е. — Корнелије Сула покорава Марсе.

    - 90. п. н. е. — изгласан закон о додели грађанских права оним Италицима који су остали верни Риму (Lex Iulia)
    - 89. п. н. е. — законом обећана грађанска права онима који се у следећих 60 дана положе оружје и појаве се у Риму да затраже грађанска права (Lex Plautica Papiria), што је изазвало распад међу савезницима.
    - 89. п. н. е. — Митридат VI Еупатор искориштава заузетост Римљана и заузима провинцију Азију
    - 89. п. н. е. — Рим именује Корнелија Сулу за управника провинције Азије и додељује му команду у Рату против Митридата. 
      - 86. п. н. е. — Сулине победе над Архелајем, Митридатовим заповедником, у Грчкој код Херонеје и Орхомена
      - 85. п. н. е. — потписан Дардански мир између Митридата и Суле

    - 88. п. н. е. — слободно становништво Италије добија права римског грађанства; на предлог трибуна Публија Суфлиција Руфа, ослабљен је положај сената и слободни италски грађани улазе у све трибе, Сули се одузима команда у рату против Митридата а додељује Марију.
    - 88. п. н. е. — 82. п. н. е. — Први грађански рат у Риму
      - 88. п. н. е. — Сула заузима Рим и протерује присталице Марија Гаја из Рима и обезбеђује да му се врати команда у рату против Митридата.
      - 82. п. н. е. — Након победе над Митридатом, Сула поновно улази у Рим после крваве битке недалеко од града заводи дикратуру

    - 82. п. н. е. — 79. п. н. е. — диктатура Корнелија Суле
    - 78. п. н. е. — конзул Марко Емилије Лепид организује устанак сељака против Сулиних ветерана и бива поражен на Марсовом пољу испред Рима, при свом покушају уласка у Рим
    - 78. п. н. е. — побуна присталица Марија Гаја, предвођених са Серторијем Квинтом, против Сулиних присталица у Хиспанији
    - 77. п. н. е. — Помпеј Велики побеђује Квинта Серторија у Хиспанији.
    - 73. п. н. е. — 64. п. н. е. — Трећи понтски рат
      - 69. п. н. е. — битка код Тигранокерте
      - 65. п. н. е. — победа Помпеја Великог над Митридатом VI и оснивање провинције Јерменије и ширење римске власти до Партије.

    - 73. п. н. е. — побуна робова на челу са Спартаком
    - 67. п. н. е. — Помпеј Велики чисти Средоземно море од гусара
    - 63. п. н. е. — Марко Тулије Цицерон бива изабран за конзула; Цицеронов сукоб са Катилином се заоштрава и долази до Катилиног неуспешног покушаја да насилно освоји власт. Цезар и Марко Лициније Крас због своје упетљаности у Катилинину заверу избегавају смртну казну
    - 59. п. н. е. — Успостава првог тријумвирата између Марка Краса, Помпеја Великог и Цезара
    - 58. п. н. е. — Победа Цезара против у галским ратовима против Хелвета и Германа и његово постављање за проконзула у Цисалпијској Галији, Илирику и Нарборској Галији
    - 56. п. н. е. — Цезар заузима просторе данашње Француске и Белгије; помирење између Краса и Помпеја Великог на састанку тријумвирата у Луки.
    - 55. п. н. е. — Помпеј Велики и Марко Крас изабрани за конзуле; Помпеј добио управу над провинцијом Хиспанијом а Крас над провинцијом Сиријом
    - 54. п. н. е. — Цезар прелази у Британију и осваја један део острва; Крас је кренуо на Месопотанију (Партски ратови Рима)
    - 53. п. н. е. — у битки код Каре, Марко Крас је поражен и убијен
    - 52. п. н. е. — Цезар је поразио Гале у битки код Алезије и угушио устанак у Галији; распад првог тријумвирата, избор Помпеја Великог за конзула и прелазак на страну оптимата, конзервативне фракције сената
    - 49. п. н. е. — Цезар прелази Рубикон и кренуо на Рим што је узроковало Цезаров грађански рат
    - 48. п. н. е. — Цезар побјеђује Помпејеве присталице у бици код Илерде у Шпанији, проглашен је за диктатора после повратка у Рим, а у битки код Фарсала, побеђује Помпеја и овај бежи у Египат
    - 47. п. н. е. — Александријски рат
    - 46. п. н. е. — Битка код Тапса
    - 46. п. н. е. — Цезар проглашен диктатором
    - 45. п. н. е. — Битка код Мунде, гдје је Цезар потукао присталице Помпеја и Помпејеве синове
    - 44. п. н. е. — Сенат је прогласио Цезара за доживотног диктатора, с правом одлучивања о рату и миру, управљањем државним новцем.
    - 44. п. н. е. — атентат на Цезара и нови грађански рат између Цезарових убица (присталица републике) предвођених Гајем Касијем Лонгином и Марком Јунијем Брутом и Цезарових пријатеља Марка Антонија, Марка Емилија Лепида и Гаја Јулија Октавијана
      - 43. п. н. е. — Октавијан, Лепид и Марко Антоније успостављају други тријумвират
      - 42. п. н. е. — битка код Филипа, у Македонији, против републиканаца и победа Октавијана и Антонија, после чега Антоније добија управу над источним провинцијама а Октавијан се враћа у Рим.

    - 41. п. н. е. — побуна у Перузији (Перуђа)
    - 40. п. н. е. — Сенат именује Ирода Великог краљем Јудеје
    - 39. п. н. е. — Антоније враћа територије које су заузели Парти на почетку другог партског рата
    - 36. п. н. е. — Марко Випсаније Агрипа у биткама код Битка код Мила и битка код Наулоха побеђује Секста Помпеја, сљедбеника Цезарових противника који се био учврстио на Сицилији и угрожавао владавину тријумвира.
    - 32. п. н. е. — прекид пријатељства између Октавијана Августа и Антонија
    - 31. п. н. е. — битка код Акцијума, између Октавијана на једној и Клеопатре и Антонија на другој страни
    - 30. п. н. е. — Египат постаје римска провинција; Октавијан постаје неограничени владар Римског царства, чиме је и завршено доба великих освајања и Римске републике

## Доба царства
- Римско царство је постојало од 27. п. н. е. до 1453. године када су Турци освојили Цариград. У 4. веку је дошло до поделе на Западно и Источно царство (Византија). Западно царство је пало у руке варвара 476. године. Најзначајније династије до поделе царства су: Јулијевци-Клаудијевци (27. п. н. е. — 68. године н. е.), Флавијевци (69—96) и Антонини (96—192). Време Антонина се описује и као „Pax Romana“, или као епоха Пет добрих царева. Ове цареве углавном одликује и мудар одабир наследника. Нико од њих није остављао престо својој деци до Марка Аурелија (161—180) кога је наследио син Комод, што се показало погубним.

Након кратке и крваве владавине династије Севера (192—217) настаје период грађанских ратова који ће трајати читав век (период „Војничких царева“), који ће накратко бити заустављен у време Константина Великог (306—337). Најзначајније Константинове тековине су: Милански едикт (313) и пресељење престонице из Рима у Константинопољ (Цариград) 330. године.
Након Константина хришћанство све више преузима примат у односу на стару религију, па за време његових наследника постаје веома агресивно у односу на пагане. Овај процес је покушао да спречи Јулијан (361—363) од цркве назван „Apostata“ (Отпадник), један од најзначајнијих и најспособнијих царева после Константина, али је погинуо у рату са Персијом. Убрзо после његове смрти хришћанство постаје једина дозвољена религија у Римском царству.
395. царство се дели на Западно римско царство и Византију или Источно римско царство). 
Западно римско царство је пропало 476., а Византија 1453. године. 
- - 19. п. н. е. — Октавијан Август је саставио нови списак сенатора, којих сад има 600, а себе је ставио на прво место (откуда потиче и назив Принципата по princeps Senatus — први Сенатор) и успоставио нови облик владавине — принципат; организовао је личну гарду — преторијанце; прогласио се Августом (узвишеним у култном смислу); успоставио је снаге јавног реда у Риму и основао ватрогасну службу.
  - 19. п. н. е. — Август је потпуно покорио Шпанију
  - 16. п. н. е. — 15. п. н. е. — Победа над германским племенима и проширење царства до реке Елбе
  - 12. п. н. е. — 7. п. н. е. — Тиберије осваја Панонију и одлази у провинцију Германију, ради спречавање побуне германских племена
  - 5. године — Тиберије потпуно покорава Германију
  - 6. године — Јудеја постаје римска провинција
  - 6 — 9. године — ратује против устаника у Паноноји и Далмацији Батонски рат
  - 9. године — Битка у Теутобуршкој шуми, тешки римски пораз, германска племена, под вођством Арминија (некадашњим римским савезником), из заседе нападају и уништавају три римске легије
  - 11. године — Тиберије и Германик су угушили устанак у провинцији Германији
  - 13. године — Сенат практично проглашава Тиберија за Августовог савладара — Тиберије поново добија трибунску власт и imperim proconsulare maius
  - 14. године — Тиберије обављао ценз заједно са Августом и одлази у Илирик; смрт цара Августа и именовање Тиберија за његовог наследника са именом Тиберије Јулије Цезар Август
  - 15. године — немири у провинцији Германији
  - 17. године — војничке побуне у Галији и Нумидији
  - 21. године — војничка побуна у Тракији; Тиберије се повлачи у Кампанију; устанак Флора и Сакривора у Галији
  - 26. године — Тиберије напушта Рим, одлази у Тарацину а затим се повлачи на острво Капри, а овлашћења преузима заповедник његове гарде Сејан, који проводи терор по Риму
  - 31. године — слом Сејана (осуђен и погубљен)
  - 37. године — Тиберије полази ка Риму, али на рту Мизениуму умире; пепео је положен у Августовом маузолеју; Гај Јулије Цезар Калигула постаје имератором
  - 41. године — Тиберије Клаудије Нерон постаје император
  - 41 — 42. године — устанак у Мауританији
  - 43. године — поход Плауција Силвана на Британију
  - 54. године — Тиберије Клаудије Нерон отрован а Клаудије Цезар Нерон постаје император
  - 61. године — устанак у Британији, предвођен Боудиком, поглавицом племена Ицени
  - 64. године — Рим је уништен у једном пожару; Нерон окривљује хришћане и организује први прогон
  - 66. године — Тит гуши јеврејски устанак у Јудеји
  - 68. године — смрт Нерона и крај владавине династије Јулијеваца—Клаудијаца
  - 69. године — Година четири цара: Сенат је признао за Нероновог насљедника Галбу; римске легије у Германији су изабрале Вителија; преторијанска гарда у Риму је изгласала Отона, а крајем године је на власт дошао Веспазијан
  - 69 — 70. године — Батавијански устанак у провинцији Германији, предвођен Цивилисом.
  - 70 — Тит, Веспазијанов син, будући цар, разорио Јерусалим
  - 71 — 84. године — умирење Британије и освајање територије данашњег Велса и Шкотске
  - 79 године — после смрти Веспазијана, Тит постаје цар; 24. августа, ерупција вулкана Везува и уништење градова Помпеја и Херкуланеума
  - 80 године — делимично уништење Рима у пожару
  - 80. године — отворен Колосеум
  - 81 године — Домицијан постаје цар
  - 85 године — рат са Дачанима
  - 96 године — Убиство Домицијана и крај владавине династије Флавијаца; Нерва, први од тзв. пет добрих царева постаје император
  - 98 године — Трајан постаје цар
  - 101 — 102. године — Први дачки рат
  - 106 — 109. године — Други дачки рат, сомоубиство дачког краља Децебала и Дакија постаје римска провинција
  - 106. године — изградња Трајановог форума
  - 113 — 117. године — рат са Партима и гушење устанака у северној и средњој Месопотанији
  - 117. године — Хадријан постаје цар.
  - 122. године — изградња Хадријанова бедема (Валлум Хадриани)
  - 132 — 135. године — Јеврејски устанак предвођен Симоном бар Кохба
  - 138. године — Антонин Пије постаје цар
  - 140 — 143. године — после побуне, Антонин заузума Шкотску. ** 152 — 153. године — походи против устаника у Ахаји и Египту
  - 161. године — Марко Аурелије постаје цар
  - 162 — 166. године — неуспешни походи Луција Вера против партског краља Олагаза III.
  - 166 — 175. године — Маркомански рат против германских племена Маркомана и Квада.
  - 172. године — устанак Букола (пастира) у Египту
  - 180. године — смрт Марка Аурелија, посљедњег од пет добрих цар; његов син Комод постаје цар (180—192)
  - 192. године — убијен Комод, на престо долази Пертинакс, влада три мјесеца (192—193)
  - 193. године — убијен Пертинакс, панонске легије проглашавају царем Луција Септимија Севера
  - 195 — 197. године — Септимије Север води рат против Парћана; распуштање старе преторијанске гарде, коју су само сачињавали Италици и становници Галије и Шпаније и формирање нове од становника подунавских и источних провинција; легализовање права ступања у брак војника
  - 208 — 211. године — Септимије Север заузима Каледонију
  - 211. године — Марко Аурелије Каракала постаје цар
  - 212. године — Каракала одобрава закон Constitutio Antoniniana, којом скоро целокупно слободно становништво римског царства добија право римског грађанства
  - 217. године — Каракала убијен; Макрин постаје цар као први из редова витезова.
  - 218. године — убиство Макрина; за наследника проглашен Варије Авит Басијан или Марко Аурелије Антонин, познат као Елагабал, који је на власт дошао као 14. годишњак, али су га због силног разврата убили Преторијанци кад је имао 18 година.
  - 222. године — убиство Елагабала и Александар Север постаје цар
  - 235. године — убиство Александра Севера и почетак владавине војничких царева, где је до 284. године владало око педесет царева
  - 249. на престо долази Деције Трајан, први римски цар илирског порекла.
  - 259. године - Персијски цар Шапур I је заробио цара Валеријана после битке код Едесе.
  - 284. године — Диоклецијан постаје император
  - 285. године — Багаудски рат — устанак багауда робова, сељака и беземљаша
  - око 290. године — Диоклецијан дели владавину са Марком Аурелијем Максимијаном који влада западним делом царства а Диоклецијан источним; Рим није више седиште царства; Диоклецијан ствара апсолутну монархију (доминат), задржава граничну војску али и ствара и оперативну, чију срж чине палатини и царство дели на дванаест дијецеза; Сенат губи политички значај
  - 301. године — утврђене су максималне цне робе и радне снаге
  - 303. и 304. године — уведене су мере против хришћана
  - 305. године — Максимијан абдицира и наслеђује га његов савладар Констанције Хлор
  - 306. године — Константин Велики или (Флавије Валерије Константин) постаје цар
  - 306—324. године — међусобни окршаји римских сувладара, Лициније доживљава пораз и Константин Велики постаје једини владар Рима
  - 312. године — битка код Мулвијског моста, Константин побеђује узрупатора Максенција, а пре битке му се, по легенди указао крст с натписом: 'У овом ћеш знаку победити', па је стога:
  - 313. године — донесен закон о слободном исповједању хришћанске вере у Милану, познат као Милански едикт
  - 325. године — цар Константин Велики ставља ван закона гладијаторске борбе, које се, међутим, и даље спорадично одржавају до око 450. године
  - 330. године — Константинопољ постаје глави град царства
  - 337. године — смрт цара Константина (I или Великог, јер кад се говори о цару овога имена, мисли се увек на њега), насљеђује га Констанције II
  - 357. године — Јулијан Отпадник као намјесник у Галији побеђује Алемане код битка код Аргенторатума
  - 361. године — смрт Констанција II и Јулијан Апостата бива проглашен царем
  - 363. године — погибија Јулијана Апостата у рату са Персијцима при опсади Ктесифона; браћа Валентинијан и Валенс долазе на власт и први влада западним царством из Милана а други источним из Костантинопоља
  - 378. године — битка код Хадријанопоља против Визигота и и погибија Валенса; Теодосије долази на власт
  - 379. године — Теодосије обједињује оба дела царства
  - 379—382. године — победа над Готима и склапање савеза са Готима против Хуна
  - 391. године — Теодосије проглашава хришћанство једином и службеном религијом Римског царства
  - 393. године — Теодосије укида Олимпијске игре (које дотад трају непрекидно од 776. године пре Христа.
  - 395. године — смрт Теодосија и коначна подела римског царства на Источно и Западно римско царство
  - 402. године — победа Стилихона над Готима
  - 402. године — Равена постаје главни град Западног римског царства
  - 404. године — 1. јануара, последња гладијаторска борба у граду Риму
  - 408. године — Готи заузимају Панонију и Норик.
  - 410. године — Готи продиру у Италију, заузимају Рим и пљачкају га.
  - 430 — тих година — Хуни и под заповедништвом Атиле продиру у Галију.
  - 451. године — последњи Римски тријумф: битка на Каталаунским пољима. Римски војсковођа Аеције, познат и као 'последњи прави Римљанин', потпомогнут Визиготима краља Теодорика, побеђује Атилу, али га, из тактичких разлога, не уништава.
  - 455. године — Вандали пљачкају Рим
  - 475. године — Ромул Августул постаје цар
  - 476. године (3. или 4. септембра) — германски заповедник Одоакар скида са власти Ромула Августула, као последњег владара Западног римског царства (али му, као дечаку, поштеђује живот, па овај умире око 511. године) и проглашава се краљем Италије, што се сматра и посљедњом годином Западног римског царства, док Источно римско царство или Византија наставља да траје до 1453. године.
  - 480. године — у Сплиту (у Диоклецијановој палата) убијен (отрован) последњи легитимни цар Западноримског царства (јер је Ромул Августул 'владао' само Италијом), Јулије Непот.
  - Историчари се углавном слажу да се са 476. годином — годином пропасти Западног римског царства, завршава Стари век и раздобље Антике.